# Sächsische Staatskapelle Dresden
Sächsische Staatskapelle Dresden (det saksiske statskapel i Dresden) er et af de ældste og mest traditionsrige orkestre i verden. Det blev grundlagt 22. september 1548 af kurfyrst   Moritz af Sachsen. Det er antagelig det orkester i verden, som har været i uafbrudt aktivitet længst. Det har tilhørt de ledende orkestre i Europa gennem et stort antal musikalske epoker. Orkestret spiller ved Semperoperaen i Dresden.
Hofkapel Mestrene ved det saksiske hof inkluderede Johann Walter, Heinrich Schütz og Johann Adolf Hasse. I det 19. århundrede ledede Carl Maria von Weber, Richard Wagner og Ernst von Schuch statskapellet. Orkesterets offentlige koncrtvirksomhed begyndte i 1800-tallet; i 1858 blev abonnementskoncerterne indført. Dirigenter i det tyvende århundrede inkluderer Fritz Reiner, Fritz Busch, Karl Böhm, Rudolf Kempe, Franz Konwitschny, Otmar Suitner, Kurt Sanderling og Herbert Blomstedt. Fra 1992 til sin død i 2001 ledede Giuseppe Sinopoli orkesteret. Dets nuværende chefsdirigent er Bernard Haitink, æresdirigent er Sir Colin Davis.